# Sydney Bristow
Pour les articles homonymes, voir Bristow.
 (novembre 2007).
Sydney Anne Bristow est le personnage fictif principal de la série télévisée Alias. Elle est interprétée par Jennifer Garner.

## Famille
ParentsJack Bristow, agent du SD-6, de la CIA, et de l'APO, est son père. Laura Bristow, de son vrai nom Irina Derevko est sa mère. Agent du KGB, elle a été envoyée aux États-Unis pour se marier avec un agent de la CIA (Jack) afin de lui voler des informations sur des projets top secrets. Ils ont alors une fille, Sydney.
Demi-SœurNadia Santos est la fille d'Irina Derevko, la mère de Sydney, et d'Arvin Sloane, un ami de la famille.
Tantes maternellesIekaterina Derevko, dite Katia, agent du SVR. Et Elena Derevko, qui s'est fait passer pour Sofia Vargas pendant la jeunesse de Nadia.
MariMichael Vaughn. Vrai nom : André Michaux. Son père était un disciple de Rambaldi, c'est lui qui a arraché Nadia des griffes du KGB. Agent de la CIA puis de l'APO.
EnfantsIsabelle et Jack, ce dernier étant prénommé en  hommage au père de Sydney. Isabelle montre lors du dernier épisode de la série des prédispositions similaires à celles de sa mère.

## Caractère
Définie par son propre collègue, Marcus Dixon, comme très courageuse, Sydney n'abandonne jamais. Polyglotte, elle parle couramment plus d'une dizaine de langues et a subi un entraînement intensif qui fait d'elle une redoutable opposante au corps à corps. Elle est tentée à plusieurs reprises d'abandonner sa double vie d'espionne, lassée de devoir mentir à ses amis, mais elle fait preuve à chaque fois d'une grande volonté d'assurer la sécurité de son pays et de détruire le SD-6.

## Histoire au cours de la série

### Saison 1
Après le meurtre de son fiancé Danny, Sydney découvre par l'intermédiaire de son père Jack Bristow, lui aussi agent du SD-6, qu'elle ne travaille pas pour les services secrets américains comme elle le croyait, mais pour une cellule terroriste qui se vend au plus offrant.
Elle devient alors un agent double travaillant au SD-6 mais restant fidèle à la CIA. Son objectif : détruire le SD-6 et l'Alliance (réseau terroriste regroupant des cellules du Sd-1 au SD-12). Passionnés par Rambaldi, ses membres cherchent ses artefacts et écrits afin de trouver son projet ultime.

### Saison 2
Sydney, toujours infiltrée au SD-6, poursuit sa mission. Vers le milieu de la saison, elle trouve le moyen de le détruire. Puis, elle travaille à la CIA comme agent de terrain. Son travail consiste à arrêter des terroristes, déjouer des attentats et retrouver A. Sloane, son ex-patron du SD-6. Elle entretient une relation avec son ancien agent de liaison avec la CIA, Vaughn.

### Saison 3
Après avoir disparu 2 ans, Sydney se réveille dans une ruelle et ayant perdu la mémoire.
Elle retourne à L.A où elle découvre que Vaughn s'est marié à Lauren Reed et que son père est en prison. Sa vie se retrouve chamboulée. Elle fait tout pour retrouver la mémoire tout en tentant de stopper le Covenant, une nouvelle organisation terroriste. Ses relations tendues avec Lauren Reed ainsi que sa rupture avec Vaughn rendent difficile son investissement envers la CIA.

### Saison 4
Après une mission peu fructueuse, Sydney, obligée de quitter la CIA, reçoit sa nouvelle affectation, à l'APO. Elle y retrouve son père, Vaughn, Dixon, Marshall mais surtout Arvin Sloane, le directeur de cette nouvelle cellule. En effet l'APO est l'équivalent du SD-6, une cellule secrète qui n'a en apparence aucun lien avec la CIA et qui travaille pour son propre compte sur des missions sur laquelle la CIA ne peut intervenir. Ils auront pour mission de déjouer certains attentats, d'arrêter certains criminels mais aussi de contrecarrer les plans de fanatiques. Dans cette saison on retrouve Rambaldi et son projet ultime, visant à détruire la civilisation. Sydney, accompagnée de son équipe et de sa mère avec qui elle s'est réconciliée, vont devoir tout tenter pour déjouer les plans machiavélique d'Elena Derevko. Cette quatrième saison est marquée par la présence de la demi-sœur de Sydney, Nadia, la fille de Sloane et de Derevko.

### Saison 5
Toujours avec l'APO, elle tente d'arrêter un groupe de fanatiques : Prophet 5 regroupant des fidèles de Rambaldi.
Cette saison est la dernière et le mystère de Rambaldi est enfin élucidé.